# Miamisburg
Miamisburg ist eine City im Montgomery County in Ohio, Vereinigte Staaten. Das U.S. Census Bureau ermittelte bei der Volkszählung 2020 eine Einwohnerzahl von 19.923.

## Geographie
Das Stadtterritorium umfasst 29,5 km², davon 29,0 km² Land und 0,5 km² Wasser.

## Geschichte
Am 8. Juli 1986 kam es zum Eisenbahnunfall von Miamisburg, bei dem durch giftige Gase etwa 410 Personen verletzt und rund 25.000 Einwohner von Miamisburg und umliegenden Orten evakuiert werden mussten.

## Wirtschaft
In Miamisburg befindet sich der Hauptsitz des 2006 gegründeten Papierproduzenten Verso Corporation.

## Persönlichkeiten
- Charles Franklin Hoover (1865–1927), Arzt